# Port lotniczy Labe
Port lotniczy Labe (IATA: LBE, ICAO: GULB) – międzynarodowy port lotniczy położony w Labé. Jest jednym z największych portów lotniczych w Gwinei.